# Betta raja
Betta raja — тропічний прісноводний вид риб з родини родина осфронемових (Osphronemidae), підродина макроподових (Macropodusinae).
Наукову назву отримав 2005 року, раніше помилково ідентифікувався як Betta fusca або Betta schalleri. Всі ці види є родичами й включаються до складу групи видів B. pugnax.
Видова назва походить від його місцевої малайської назви раджа (малай. Raja), що означає «правитель», індонезійською цей вид називають чупанг-раджа (індонез. Chupang Raja).

## Опис
Betta raja належить до середніх за розміром представників роду Бійцівська рибка. Максимальна стандартна (без хвостового плавця) довжина становить 65,6 мм, загальна довжина — 138,9—145,8 % стандартної. Тіло відносно міцне, його висота в місці початку спинного плавця становить 28,1—33,5 % стандартної довжини, висота хвостового стебла 18,3—23,2 % стандартної довжини. Голова довга й приземкувата, її довжина 33,9—37,4 % стандартної довжини, а ширина 51,8—62,0 % довжини голови; довжина морди 24,0—25,8 % довжини голови.
В анальному плавці 2 твердих і 23—26 м'яких (всього 25—28) променів, преанальна (до початку анального плавця) довжина становить 42,0—46,1 %, а довжина його основи сягає більш ніж половини (53,4—55,7 %) стандартної довжини. Спинний плавець посунутий назад, предорсальна (до початку спинного плавця) довжина становить 63,2—69,9 % стандартної довжини, початок плавця розташований над 10—13-м променем анального плавця. Спинний плавець має 1—2 твердих і 7—10 м'яких променів (всього 8—11), довжина його основи становить 10,5—11,6 % стандартної довжини. Спинний, хвостовий та анальний плавці загострені на кінцях. Хвостовий має 15 променів, кінчики променів трохи виступають за межі полотна плавця, центральні промені подовжені.
Характерною ознакою виду є надзвичайно довгі нитки черевних плавців у зрілих самців, вони сягають 15—23 променя анального плавця, а в деяких зразків навіть виходять за край анального плавця й майже досягають хвостового. У самок нитки черевних плавців помітно коротші й закінчуються на рівні 11—17-го променя анального плавця. Довжина черевних плавців становить 37,4—69,8 % стандартної довжини, вони мають по 1 твердому та 5 м'яких променів. Грудні плавці округлі, мають по 12—13 променів, а їхні краї розташовані на рівні 6—9-го променя анального плавця.
30—32 луски в бічній лінії; хребців 28—30.
Загальний тон забарвлення сірий або бежевий, але за певного освітлення може здаватися червонуватим. Спина коричнева, тіло світло-коричневе до жовтого. Через око проходить виразна горизонтальна чорна смужка, нижня губа чорна. У самців зяброві кришки мають синьо-зелений лиск, у самок вони золотаві. Лише в самців деякі луски у верхній частині тіла блакитні, а на череві золотаві. Решта лусок має тонкий темно-коричневий задній край. На тілі присутні 3—5 слабких нерегулярно розташованих вертикальних коричневих смуг. Самки та неповнолітні екземпляри мають дві більш чіткі поздовжні смужки на тілі та цятку на хвостовому стеблі.
Плавці коричнюваті, на спинному присутні темно-коричневі поперечні смуги. Уздовж зовнішнього краю анального плавця проходить розмита блакитна смужка, в деяких риб на анальному плавці можуть бути розкидані дрібні чорні цятки. Анальний та нижня половина хвостового плавця з темною облямівкою. Нитки черевних плавців мають яскраве біло-блакитне забарвлення. Грудні плавці безбарвні.
Самці та самки схожі між собою, але в самців сильніше подовжені кінчики плавців, а в забарвленні більше бірюзових кольорів. Крім того, самці мають ширшу голову. Головними ж статевими відмінностями є значно довші нитки черевних плавців, бірюзова пляма на зябрових кришках та довгий хвостовий плавець у самців.

## Поширення
Betta raja водиться на острові Суматра в Індонезії й має доволі велику територію поширення, орієнтовно 54 000 км². Зустрічається в басейнах річок Батанґгарі (провінція Джамбі) та Індраґірі (індонез. Batang Indragiri) (провінція Ріау), в північній частині провінції Південна Суматра та в окрузі Сиджунджунг (індонез. Sijunjung) на сході провінції Західна Суматра.
Betta raja мешкає в низинних болотних лісах, була знайдена в чорноводних середовищах існування з кислою водою, наприклад, в озері Расау (індонез. Danau Rasau), басейн Батанґгарі.
B. raja була виявлена разом із багатьма іншими видами риб, серед яких: Osteochilus spilurus, Parachela oxygastroides, Puntius johorensis, Rasbora cephalotaenia (родина Коропові), Mystus bimaculatus, Pseudomystus leiacanthus (родина Bagridae), Kryptopterus macrocephalus, Silurichthys indragirensis (родина Сомові), Pseudeutropius brachypopterus, P. moolenburghae (родина Schilbeidae), Chaca bankanensis (родина Chacidae), Nandus nebulosus (родина Нандові), Helostoma temminckii (родина Helostomatidae), Belontia hasselti, Betta coccina, Betta renata, Luciocephalus pulcher, Parosphromenus sumatranus, Sphaerichthys osphromenoides, Trichogaster leerii (родина Осфронемові), Channa lucius, Ch. striata (родина Змієголові).

## Розмноження
Betta raja виявляє батьківське піклування в формі інкубації ікри в роті.

## Значення для людини
На озері Расау місцеві рибалки ловлять Betta raja на гачок і використовують як наживку для лову змієголовів (Channa).
Betta raja дуже рідко зустрічається в торгівлі акваріумними рибами.
В умовах акваріума — це мирні, дещо сором'язливі риби, які відходять на периферію, коли перебувають разом з активними сусідами. Тому краще тримати їх у видовому акваріумі або разом із іншими спокійними мирними рибами. Betta raja невибаглива до показників води, але для розведення потрібна м'яка й трохи кисла вода. Температура води для утримання має становити 24-26 °C, для розведення потрібно на 2-3 °C вище.